# Nosek
Nosek – osada w Polsce położona w województwie warmińsko-mazurskim, w powiecie działdowskim, w gminie Lidzbark. Miejscowość jest położona w odległości ok. 150 m od granicy województwa.
W latach 1975–1998 miejscowość należała administracyjnie do województwa ciechanowskiego.